# Sonia Couling
Sonia Couling-Vacharasinthu, nota anche con lo pseudonimo di Pim (พิม) (thai: ซอนย่า คูลลิ่ง; Bangkok, 18 giugno 1974), è una modella, attrice, conduttrice televisiva produttore thailandese, nota per aver condotto Thailand's Next Top Model (2005) e aver partecipato a The Face Thailand (2018).

## Biografia
È nata il 18 giugno 1974 a Bangkok, È eurasiatica o luk kreung, con un padre inglese e madre thailandese. Si è laureata alla European Business School London (EBS London) con il bachelor of International Business nel 1998. Parla fluentemente thai, inglese e francese.
La rivista inglese FHM l'ha scelta come la donna più sexy in Thailandia, la seconda in Asia e 10 donne più sexy del mondo

### Carriera artistica
Ha cominciato a lavorare come modella dall'età di 13 anni, lavorando per Seven Up. Ha frequentato le scuole fino al livello universitario nel Regno Unito lavorando per l'agenzia Storm, prestando il suo volto all'Oréal e ad altre importanti case come Olay e Nivea Visage.
Quando è tornata in patria è apparsa in innumerevoli fiction thai, talk show televisivi, film, riviste e sfilate di moda, è stata una VJ per MTV Asia. Ha presentato uno show HBO Central su HBO Asia, The Challenger Muaythai (2011) su AXN, lanciando la sua carriera a livello pan-asiatico.
Come modella ha lavorato per l'Oréal Asia e Olay Asia, Clairol Shampoo Worldwide, Rado, Singapore Telecom, Sunsilk Thailandia, Physical Gym Hong Kong, Eucerin e per molte altre famose case.
Per la televisione thai ha lavorato in: Tawan Yo Saeng (1997), Maya (2001), Payak Rai 6 Pandin (2003), Sood Sanae Ha (2009), Eternal Flame (2010), Ugly Betty Thailand (2015) e My Hero : Matuphoom Haeng Huachai (2018). Sonia lavora anche dietro le telecamere producendo spettacoli di qualità, ha prodotto ed è stata ospite di Thailand's Next Top Model (2005).
È, inoltre, una presentatrice bilingue, che ha presentato numerosi eventi di alto profilo in tutta l'Asia come la Convenzione APEC, i Premi Televisivi Asiatici, Miss Universo 2005 e Miss Terra 2011, solo per citarne alcuni.
Sonia ha recentemente ampliato il suo lavoro sul mercato internazionale, ha lavorato nel film americano Glory Days (2014), film francese The Burma Conspiracy - Largo Winch 2 (2013), film francese Paradise Beach (2018), ha il ruolo di protagonista in 3 altri film Blood and High Heels (2012), The Mark (2012) e The Mark 2: Redemption (2013), è la produttrice esecutiva di A Stranger in Paradise (2013).

### Vita privata
L'8 settembre 2007, Couling ha sposato Paul-Dominique Vacharasinthu, che è thailandese-francese. Hanno un figlio, Pasha-Dominic Vacharasinthu (nato il 21 ottobre 2015). Couling vola su aerei monomotore, pilota di riserva per la Royal Thai Air Force dove è stata pilota ospite sugli aerei da combattimento F5 e F16. È anche cavallerizza e giocatrice di polo. Nel gennaio 2023, è stata ospite al matrimonio reale della principessa Azemah del Brunei.

## Filmografia

### Attrice
- Destiny Upside Down, regia di Udom Udomroj (1997)
- Final Combat, regia di Menahem Golan (2003)
- History, regia di Wych Kaosayananda (2007)
- The Burma Conspiracy - Largo Winch 2, regia di Jérôme Salle(2011)
- An Ordinary Love Story, regia di Chadchawal Wisawabumrungchai (2012)
- Blood and High Heels, regia di Géczy Dávid (2012)
- The Mark, regia di James Chankin (2012)
- The Mark 2: Redemption, regia di James Chankin (2013)
- A Stranger in Paradise, regia di Corrado Boccia (2013)
- Glory Days, regia di Roy Alfred Jr. (2014)
- General Commander , regia di Philippe Martinez, Ross W. Clarkson (2019)
- Paradise Beach, regia di Xavier Durringer (2019)
- Al B. and the Concrete Jungle, regia di Chris Shimojima (2019)

### Produttore Esecutivo
- A Stranger in Paradise (2013)

## Televisione

### Serie TV
- Sonthana Prasa Chon (1994)
- Chaopo Champen (1995)
- Yiam Wiman (1996)
- Tawan Yo Saeng (1997)
- Lueatrak Lueatritsaya (1997)
- Khwamrak Kap Ngoentra (1998)
- Phreng Ngao (1999)
- Maya (2001)
- Nang Miao Yom Si (2002)
- Chaochai Huajai Ken Roi (2002)
- Asian King (2003)
- Susan Phutesuan (2009)
- Sood Sanae Ha (2009)
- Fai Amata (2010)
- Nuer Mek 2 , regia di Nonzee Nimibutr (2012)
- Ugly Betty Thailand (2015)
- Phoeng Dao (2015)
- Strike Back : Legacy (quinta stagione), regia di Michael J. Bassett, Julian Holmes (2015)[14]
- My Hero : Matuphoom Haeng Huajai (2018)

### Programmi televisivi
- MTV Asia (1998-2000)
- Thailand's Next Top Model (2005)
- Miss Universo 2005
- HBO Central su HBO Asia
- Miss Terra 2011 (2011)
- The Challenger Muaythai (2011)
- Muay Thai Premier League (2012)
- Miss Grand International (2013)
- Miss Grand International (2014)
- The Face Thailand (stagione 4) (2018)
- The Next Boy/Girl Band Thailand (2018)
- The Face Men Thailand (stagione 2) (2018)

### Produttore Esecutivo / Produttore
- Thailand's Next Top Model (2005)